# Małocice
Małocice (prononciation : [mawɔˈt͡ɕit͡sɛ]) est un village polonais de la gmina de Czosnów dans le powiat de Nowy Dwór Mazowiecki de la voïvodie de Mazovie dans le centre-est de la Pologne.

## Géographie
Małocice se trouve à 3 km au sud-ouest de Czosnów (siège de la gmina), à 8 km au sud de Nowy Dwór Mazowiecki (siège du powiat) et à 27 km au nord-ouest de Varsovie.

## Histoire
De 1975 à 1998, le village appartenait administrativement à la voïvodie de Varsovie.